# NGC 1296
NGC 1296 ist eine Balken-Spiralgalaxie vom Hubble-Typ SBab im Sternbild Eridanus am Südsternhimmel. Sie ist schätzungsweise 414 Millionen Lichtjahre von der Milchstraße entfernt und hat einen Durchmesser von etwa 135.000 Lj.

Im selben Himmelsareal befinden sich u. a. die Galaxien NGC 1290, NGC 1295, IC 317.
Das Objekt wurde im Jahr 1886 von dem Astronomen Francis Leavenworth entdeckt.